# General Fonseco
General Fonseco é uma aldeia da Ilha de São Tomé de São Tomé e Príncipe.